# Charitomenosuchus
|  | Dieser Artikel wurde aufgrund von formalen oder inhaltlichen Mängeln in der Qualitätssicherung Biologie im Abschnitt „Paläontologie“ zur Verbesserung eingetragen. Dies geschieht, um die Qualität der Biologie-Artikel auf ein akzeptables Niveau zu bringen. Bitte hilf mit, diesen Artikel zu verbessern! Artikel, die nicht signifikant verbessert werden, können gegebenenfalls gelöscht werden. Lies dazu auch die näheren Informationen in den Mindestanforderungen an Biologie-Artikel. Begründung: Vollprogramm |

Charitomenosuchus ist eine Gattung innerhalb von ausgestorbenen Meereskrokodilen aus dem Mittleren Jura (Callovian) in England und Frankreich. Die einzige bekannte Art der monotypischen Gattung ist Charitomenosuchus leedsi.

## Systematik
Die Typusart von Charitomenosuchus, C. leedsi, wurde ursprünglich 1909 Steneosaurus leedsi genannt. Neuere kladistische Analysen ergaben jedoch Steneosaurus als paraphyletisch in Bezug auf Machimosaurus, und eine von Michela Johnson und Kollegen im Jahr 2020 veröffentlichte Arbeit über Teleosauroide errichtete dafür den Namen Charitomenosuchus.

## Biologie
Johnson et al. (2020) betrachten die Charitomenosuchus als ein generalistisches Raubtier, das in der Lage war, mehrere Organismen zu jagen.